# تقميط
التقميط هي عادة قديمة تتضمن لف وإحاطة الطفل الرضيع ببطانيات أو أقمشة مخصصة (تُسمى: القماط أو القعموط أو السرموطة أو القُنداق) بحيث تمنع وتحد من حركة الأطراف بشكل كامل. هناك اختلاف في الآراء حول التقميط من حيث جدواه وآثاره الصحية.
تشير دراسات إلى أن التقميط يساعد الأطفال الرضع على النوم بتهدئتهم وإبقائهم على وضعية الاستلقاء، مما يقلل من خطر متلازمة موت الرضع الفجائي. من جهة أخرى، تشير دراسات أخرى أن التقميط يزيد من العرضة لخطر الإصابة إلى خلل التنسج الوركي الخلقي.

## التأثيل

### قنداق
هي كلمة فارسية تركية معربة وأصلها في اللغتين قنداق، مركبة من قند أي قماط، وداغ بمعنى الطفل ومعناها الكلي قماط الوليد.

## التسمية
وتأتي تسمية القِمَاط بكسر القاف من القمط: وتعني شد كشد الصبي في المهد وغيره إذا ضمت أعضاؤه إلى جسده، ويلف عليه القِماطُ. والقِماطُ والقِماطةُ: الخرقة العريضة تلف على الصبي إذا قمط. ولا يكون القَمطُ إلا شد اليدين والرجلين معاً. وسِفادُ الطير كله قِماطُ، وقَمَطَها يَقْمِطُها قَمْطاً.